# Bagow
Bagow ist ein am Ufer des Beetzsees gelegener Gemeindeteil von Päwesin, einer Gemeinde im Landkreis Potsdam-Mittelmark (Brandenburg). Päwesin gehört zur Verwaltungsgemeinschaft Amt Beetzsee.

## Geschichte
Urkundlich erwähnt wurde das Dorf erstmals 1324 als Bogow. Der Name ist slawischen Ursprungs und bedeutet Siedlung eines Mannes na„mens Bog“, bzw. „göttlicher Ort“, wenn man das Wort Bog (wendisch für Gott) mitübersetzt. Von Päwesin ist das Dorf durch die Verbindung, den Streng, zwischen Beetzsee und Riewendsee getrennt. Beide Dörfer zusammen besetzen den Wegepass zwischen den Seen.
Ein auf einer Anhöhe gelegener barocker Kirchenbau wurde im Juni 1905 durch Blitzeinschlag und folgenden Brand zerstört. Die Dorfkirche Bagow wurde 1907 als Neubau am westlichen Ausgang des Dorfes nach Entwurf des Architekten Georg Büttner im Heimatstil mit Jugendstilelementen unter Wiedereinbau der teilweise geretteten Barockausstattung (Altar und Kanzel, beide 1698 erworben) errichtet. Zu Zeiten der DDR verfiel die Kirche zusehends, verlor Dachziegel und ein Sturm beschädigte das Dach 1972 so sehr, dass es kurz darauf einstürzte. 1991 begannen Renovierungsarbeiten. Nach der Wiederherstellung des Dachs am 17. Juni 1992 errichtete die Gemeinde ein 1,70 Meter hohes, mit Gold beschlagenes Kreuz auf dem Turm. Im Jahr 1995 wurde die Kirche wieder eingeweiht.
Das in einer parkähnlichen Anlage liegende Gutshaus Bagow ist seit den 1990er Jahren wieder im Besitz der Familie von Ribbeck. Zum Gutshaus gehört ein unverputzter zweigeschossiges aus Backsteinen errichtetes Hauptgebäude mit Queranbau und drei Nebengebäuden. Erbaut wurde es 1545 durch die von Schliebens, die bis 1693 dort residierten. Damit handelt es sich um einen der wenigen erhaltenen Schlossbauten der Renaissance in Brandenburg. Nach den von Schliebens zogen die von Ribbecks dort ein. Zum Gutshaus gehörte zu dieser Zeit ein Vorwerk, eine Schäferei, und eine Försterei. Diese nutzten es Ende des 18. Jahrhunderts einige Jahre als Stammhaus, bevor ein Neubau in Ribbeck die Familie wieder in ihre traditionelle Umgebung zog. Nach dem Zweiten Weltkrieg siedelte sich eine Zentralschule im Gutshaus an, die 1963 umzog. Im Jahr 1975 erfolgte eine weitere Umnutzung als antifaschistische Gedenkstätte, die an 100 befreite Gefangene aus dem Zuchthaus Brandenburg erinnerte, die 1945 eine Nacht in der Scheune des Gutes verbrachten. Das Anwesen ist wieder im Familienbesitz, die Gedenkstätte wurde am 31. Dezember 1991 aufgelöst.

## Naturschutzgebiet Bagower Bruch
Auf Päwesiner Gemarkung, circa 1,5 Kilometer nordwestlich der Ortschaft Bagow liegt das 98 Hektar große Naturschutzgebiet Bagower Bruch. Das Bruch wird dabei als repräsentativer naturnaher Laubwaldkomplex geschützt. Es finden sich diverse bedrohte Tierarten, die in den Erlenbruchwäldern und Tausendblatt-Teichrosen-Schwimmblattfluren leben. Ein Naturlehrpfad führt etwa sechs Kilometer um den Bruchsee herum.
Bagow liegt am brandenburgischen Storchenwanderweg.